# 川端倖明
川端 倖明（かわばた こうめい、2005年11月5日 - ）は、日本の柔道家。千葉県出身。階級は90kg級。身長175cm。組み手は右組み。得意技は寝技。

## 経歴
小学校6年の時に全国小学生学年別柔道大会50kg級で優勝した。船橋旭中学から国士舘高校へ進むと、2年の時には金鷲旗で2位だったが、インターハイでは個人戦90kg級と団体戦でともに優勝した。全日本ジュニアでは3位にとどまった。全国高校選手権の団体戦では優勝に貢献した。3年の時には金鷲旗で優勝すると、インターハイの個人戦及び団体戦で2連覇した。これにより、団体戦では高校三冠（全国高校選手権、金鷲旗、インターハイ）を達成することにもなった。全日本ジュニアでも優勝した。続く世界ジュニアでは決勝でアゼルバイジャンのブガル・タリボフに反則勝ちするなど、オール一本勝ちして優勝を飾った。団体戦では決勝のフランス戦を始め全試合に勝利してチームの優勝に貢献した。講道館杯では3回戦で元世界3位であるパーク24の長澤憲大を内股で破ると、準決勝で同じくパーク24の田嶋剛希に袖釣込腰で敗れたものの、高校生ながら3位入賞を果たした。グランドスラム・東京では初戦で中立選手として出場したロシアのマンスール・ロルサノフに反則負けを喫した。グランプリ・オディベーラスでは3回戦でトルコのミハエル・ジュガンクに技ありで敗れた。3月には東京都柔道選手権で高校生ながら3位入賞を果たし、全日本柔道選手権への出場権を得た。2024年4月には国士舘大学へ進学した。体重別では決勝まで進むも、田嶋に大外刈で敗れて2位にとどまった。アジア選手権の団体戦では決勝のモンゴル戦で一本勝ちするなどチームの優勝に貢献した。続く全日本選手権では2回戦で山梨県立農林高校教員の横内晋介に1－2の旗判定で敗れた。世界団体では決勝のフランス戦でアクセル・クレルジュを合技で破ってチームの優勝に貢献した。全日本ジュニアでは2連覇した。世界ジュニアでは決勝でIJF名義で出場したエゴール・マルキンを合技で破って、今大会2連覇を成し遂げた。団体戦でもオール一本勝ちしてチームの優勝に貢献した。講道館杯では決勝で明治大学4年の徳持英隼に技ありで敗れて2位にとどまった。12月のグランドスラム・東京では準決勝でジョージアのルカ・マイスラゼに技ありで敗れて3位だった。グランドスラム・タシケントでは準決勝まで全て一本勝ちするも、決勝で地元ウズベキスタンのシャフゾジュジャ・シャリポフに有効で敗れて2位にとどまった。2年の時には体重別の準決勝で田嶋に大腰で敗れた。アジア選手権では準決勝でウズベキスタンのヌルベク・ムルトゾエフに有効で敗れて3位だった。団体戦では決勝のウズベキスタン戦でシャフゾジュジャ・シャリポフに裏投げで敗れるも、チームは優勝した。ワールドユニバーシティゲームズでは準決勝で韓国のキム・チョンフンに敗れて3位だった。団体戦では決勝のフランス戦で一本勝ちすると、チームも優勝した。
IJF世界ランキングは700ポイント獲得で65位（2025年7月20日現在）。

## 戦績
- 2017年 - 全国小学生学年別柔道大会 優勝（50kg級）
- 2022年 - 金鷲旗 2位
- 2022年 - インターハイ 個人戦 優勝 団体戦 優勝
- 2022年 - 全日本ジュニア 3位
- 2023年 - 全国高校選手権 団体戦 優勝
- 2023年 - チェコジュニア国際 優勝
- 2023年 - 金鷲旗 優勝
- 2023年 - インターハイ 個人戦 優勝 団体戦 優勝
- 2023年 - 全日本ジュニア 優勝
- 2023年 - 世界ジュニア 個人戦 優勝 団体戦 優勝
- 2023年 - 講道館杯 3位
- 2024年 - 体重別 2位
- 2024年 - アジア選手権 団体戦 優勝
- 2024年 - 世界団体 優勝
- 2024年 - 全日本ジュニア 優勝
- 2024年 - 世界ジュニア 個人戦 優勝 団体戦 優勝
- 2024年 - 講道館杯 2位
- 2024年 - グランドスラム・東京　3位
- 2025年 - グランドスラム・タシケント　2位
- 2025年 - 体重別　3位
- 2025年 - アジア選手権 個人戦　3位　団体戦　優勝
- 2025年 - ワールドユニバーシティゲームズ　個人戦　3位　団体戦　優勝

(出典、JudoInside.com)